# Universidad de Míchigan Central

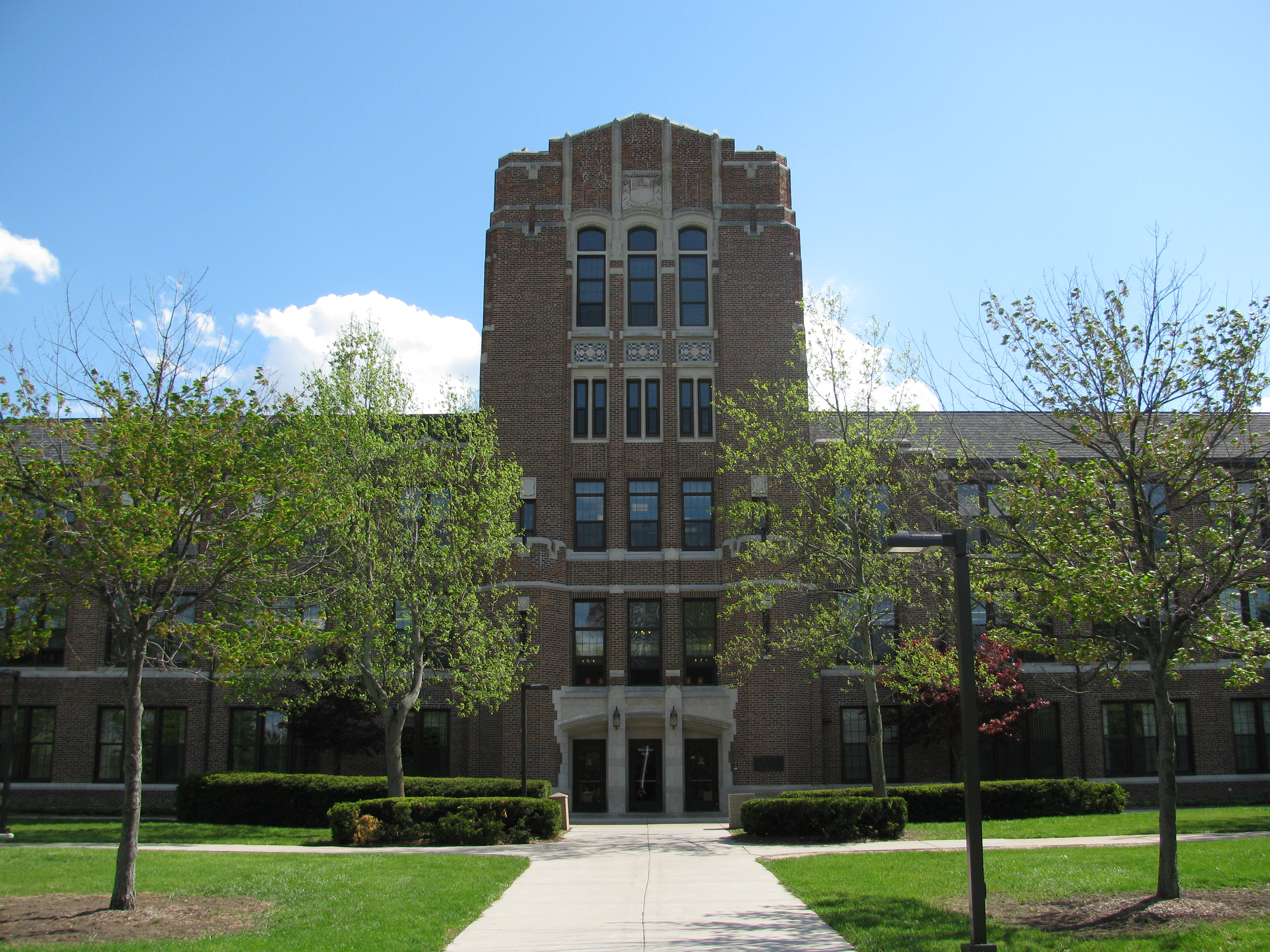
Warriner Hall.

La Universidad de Míchigan Central (Central Michigan University, CMU, en inglés) es una universidad pública localizada en Mount Pleasant en el Estado de Míchigan. Fundada en 1892, CMU es una de las universidades más grandes en el estado de Míchigan y una de las 100 universidades públicas más grandes del país. Tiene más de 20.000 estudiantes en su campus de Mount Pleasant y 7.000 estudiantes inscritos en línea en más de 60 ubicaciones en todo el mundo. 
CMU ofrece 200 programas académicos en los niveles de grado, máster y doctorado, incluyendo programas reconocidos nacionalmente en emprendimiento, periodismo, músico, audiología, magisterio, psicología y asistente físcio. CMU compite en la Mid-American Conference en la División I de la NCAA en siete deportes masculinos y nueve femeninos.

## Gobierno
Central Michigan University está gobernado por un Consejo fiduciario, cuyos ocho miembros son nombrados por el Gobernador de Míchigan y confirmados por el Senado de Míchigan para periodos de ocho años. Este está provisto en la Constitución de Míchigan de 1963 para casi todas las universidades públicas, las tres excepciones son University of Michigan, Michigan State University, y Universidad Estatal Wayne. El Consejo fiduciario nombra y evalúa al Presidente de Central Michigan University, actualmente George E. Ross. El presidente administra las políticas impuestas por el consejo y sirve ex officio en el consejo como miembro sin voto. El Consejo fiduciario también controla las finanzas de la universidad, incluidas las matrículas, las cuotas, y los presupuestos, así como las políticas universitarias, que van desde misiones y metas del profesorado hasta admisiones y programas. Nombra las instalaciones y grupos y acepta regalos de los donantes, entre otros deberes y poderes que posee. Los miembros del Consejo fiduciario sirven sin retribución, pero la universidad les reembolsa los gastos relacionados con su cargo, como los viajes.

## Facultades
CMU tiene ocho centros docentes:

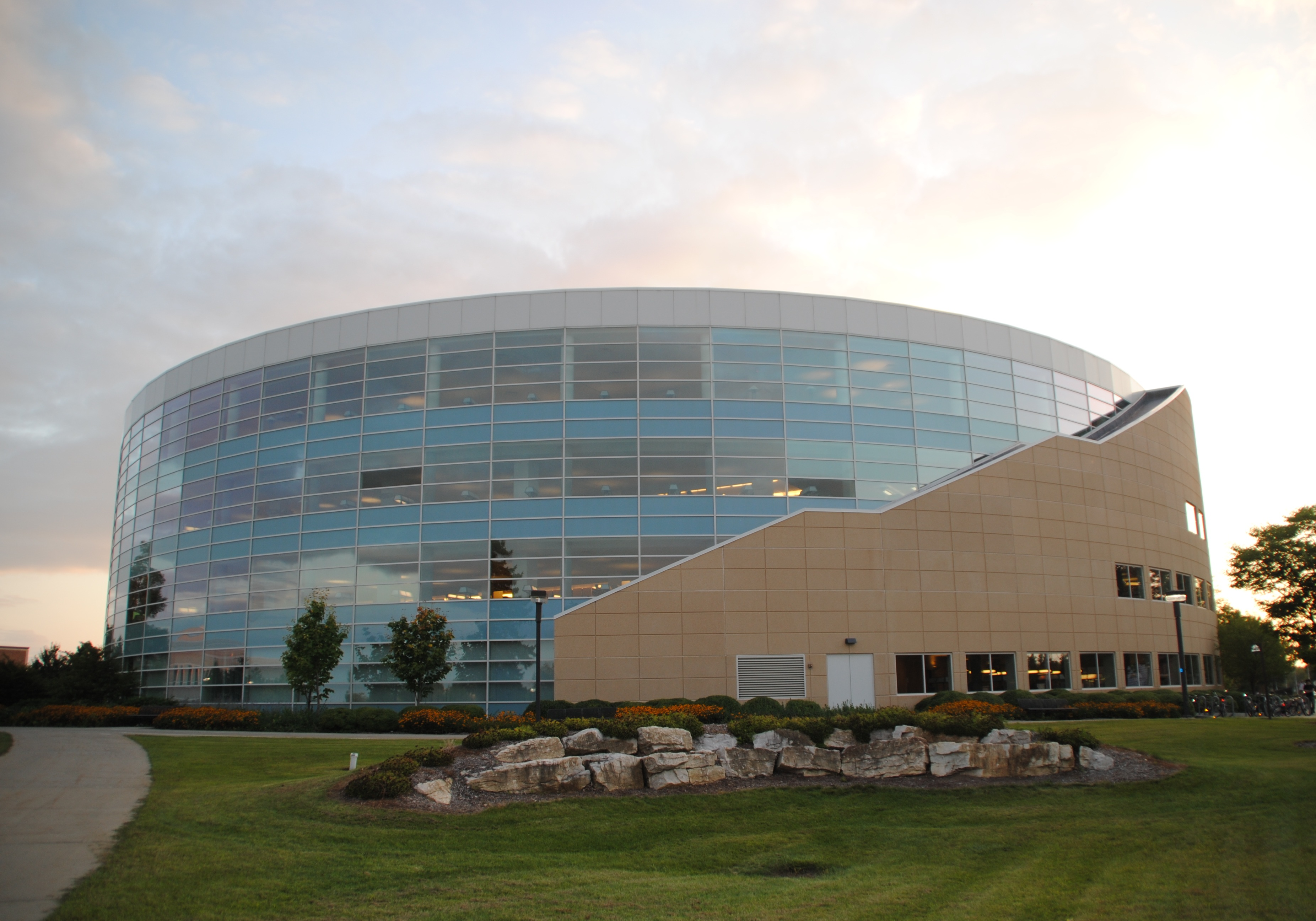
Biblioteca Charles V. Park.

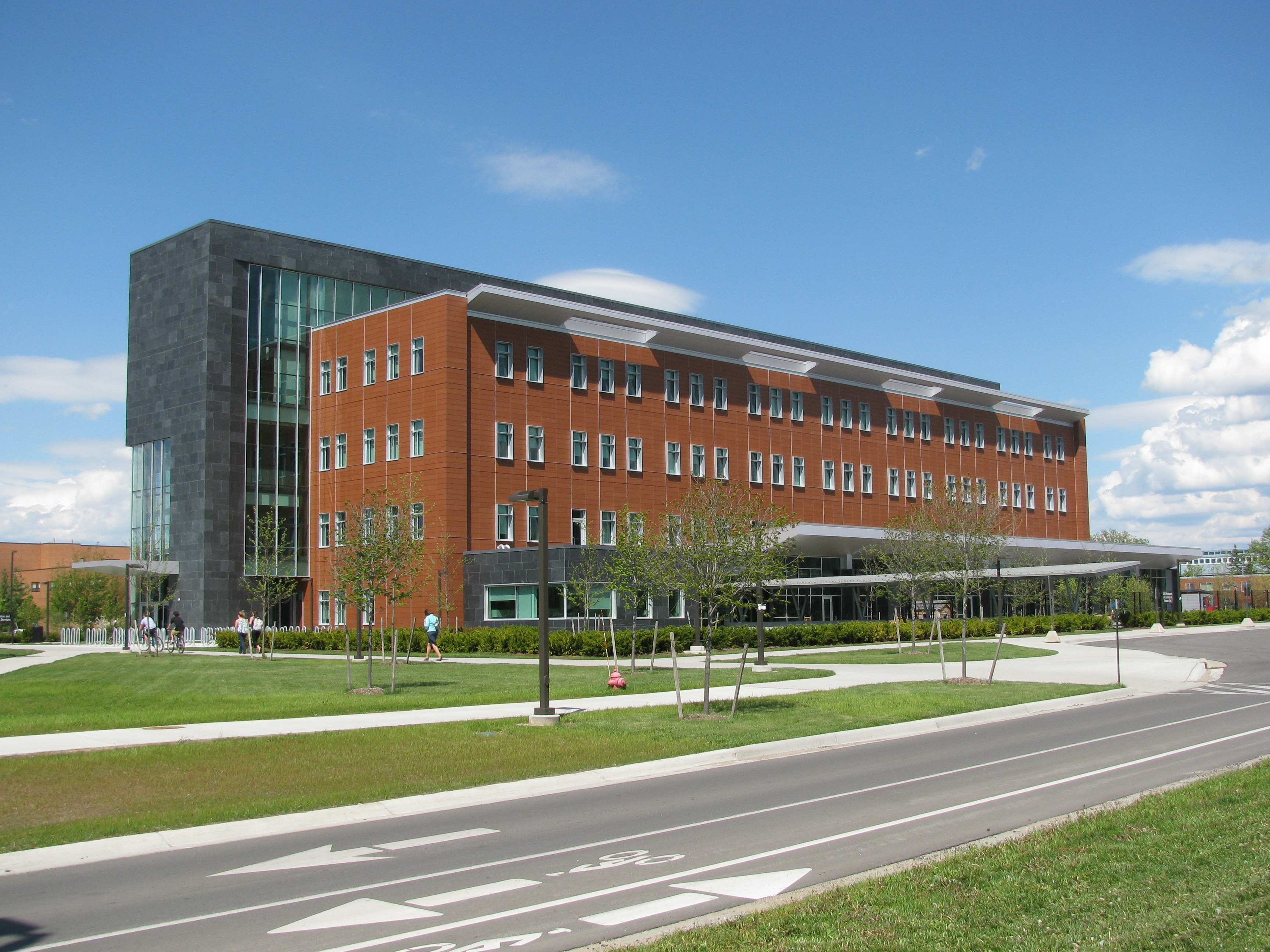
Edificio de Educación y Servicios Humanos.

- Facultad de Administración Empresarial
- Facultad de Comunicación y Bellas Artes
- Facultad de Educación y Servicios Humanos
- Facultad de Ciencia y Tecnología
- Facultad Herbert H. y Grace A. Dow de Profesiones de la Salud
- Facultad de Humanidades y Ciencias Sociales y del Comportamiento
- Facultad de Estudios de Grado
- Facultad de Medicina

El trabajo académico en el campus se mantiene con la recientemente renovada Biblioteca Charles V. Park, la cual contiene un millón de libros y 2,655 asientos. La universidad posee y opera el Observatorio Astronómico Brooks.

## Escuela de Postgrado
La Escuela de Estudios de Postgrado ofrece más de 70 programas de estudios en los niveles de máster y doctorado.

## Cátedras dotadas
- La Cátedra Harold Abel en Estudios de Dictadura, Democracia y Genocidio. Se centra en el impacto de los acontecimiento históricos tales como el Holocausto y los asesinatos en África, el Sureste de Asia, y Central América. Nombrado en honor del antiguo Presidente de CMU Harold Abel.[10]
- La Cátedra Philip A. Hart y William G. Milliken para Integridad en Políticas.  Se centra en integridad política y reta a los estudiantes a que se aproximen a la política en una manera que abarca la diversidad de idas y perspectivas de América, trabajando suplantar la negatividad y los partidismos con creatividad e innovación en dar forma a la futura política pública. Nombrado en honor del senador de los EE. UU. Philip Hart y del Gobernador de Míchigan William Milliken.[10]
- Cátedra William B. Nolde. Se centra en discusiones intelectuales sobre los futuros líderes tanto en el ámbito militar como en el campus y en la comunidad. Nombrado en honor al Coronel de la Armada William Nolde, último oficial en combrate víctima de la Guerra de Vietnam.[10]

## Deportes

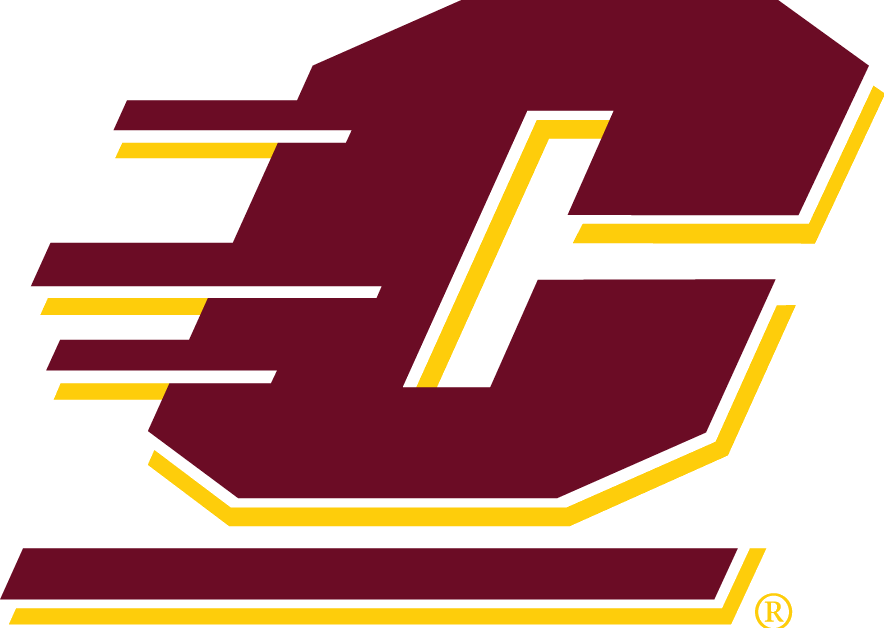
El logo de los CMU Chippewas, desde 2007

Los programas deportivos de la universidad están afiliados con la División I de la National Collegiate Athletic Association. Para el fútbol americano, la universidad está en la División I de la Subdivisión de Fútbol americano. Casi todos los equipos de Central Michigan compiten en la Mid-American Conference (MAC); la única excepción es el equipo femenino de lacrosse, recientemente elevado de club al estado de varsity completo para la temporada de 2016 (año escolar 2015-16). A causa de que MAC no esponsoriza ningún equipo femenino ni masculino, el equipo compite en la Atlantic Sun Conference. Los colores de la universidad son el granate y el dorado, y se hace referencia a la universidad, sus estudiantes o sus antiguos alumnos como Chippewas o Chips. El apodo es usado con el consentimiento de la cercana Tribu India Saginaw Chippewa, quienes tienen una relación positiva con la universidad. La universidad fue ubicada en la lista de universidad de la NCAA con apodos "hostiles y abusvos" en agosto de 2005, pero apelaron la decisión, con el apoyo de la tribu. El 2 de septiembre de 2005 la universidad anunció que su apelación había sido apelada.
El logotipo deportivo de la universidad ha cambiado a lo largo del tiempo; una vez presentó una lanza indiana, ahora es una estilizada letra "C". Dentro de la universidad, se hace referencia a menudo al logo como la "C volante" o la "C lanzada", aunque es oficialmente llamada la "C acción". La actual versión de la marca registrada deportiva fue usada por primera vez en 1997. El logo fue diseñado por el estudiante del Departamento IET, Jason Prout, en 1995.
El equipo de fútbol americano de CMU ganó el campeonato nacional en la División II de la NCAA en 1974 derrotando a la Universidad de Delaware 54 a 14.  El equipo fue votado campeón nacional en la encuesta de la Associated Press College Division.  Los Chips también han sido subcampeones nacionales dos veces.  En 1958 el equipo masculino de natación y buceo fue subcampeón en el segundo anual NAIA, que tuvo lugar en Munice, Ind. El equipo de baloncesto de Central fue subcampeón en la División II de la NCAA en 1971, habiendo perdido frente al Florido Southern College 4 a 0 en el campeonato. En 1994, 2006 y 2007 ganaron el Campeonato MAC en fútbol americano. En 2006 contra Ohio y después derrotaron al Middle Tennessee State en el Motor City Bowl. Los Chippewas ganaron por segunda vez consecutiva el Campeonato Mac en 2007, con una victoria de 35-10 sobre Miami (OH). En 2009, los Chippewas ganaron su tercer título de fútbol americano MAC en cuatro años, y fue derrotado por Troy en el GMAC Bowl. Su récord final de 12-2 consiguió un récord de victorias para la universidad. Terminar la temporada en el puesto #23 en la final AP Poll y #24 en los final Coaches Poll haciendo que fuese la primera vez que un equipo de fútbol americano de CMU ha terminado la temporada en el Top 25 de la División I de la NCAA. Su equipo de fútbol americano también ha resurgido en 2012 para ganar el Little Caesars Pizza Bowl (anteriormente Motor City Bowl) siento derrotados por Western Kentucky 24-21. Frecuentemente derrotados tanto por la University of Michigan como por la Michigan State University en encuentros dobles, el equipo de lucha de CMU ganó su décimo campeonato MAC y séptimo título de torneo en 2008. Los Chippewas empataron por siete en los Campeonatos de la NCAA, marcando un récord universitario de 69 puntos. Cuatro personas ganar honores All-America.
CMU fue miembro de la Conferencia Deportiva Interuniversitaria Interestatal desde 1950-1970.
Chippewa Matmen ha estado en CMU desde 1955. El equipo de lucha de Central Michigan Chippewa es dirigido por su entrenador Tom Borrelli, actualmente en su 22.ª temporada, y se encuentran entre los mejores cada años compitiendo en los Campeonatos de la NCAA.

## Vida estudiantil

### Vida en la residencia
La Universidad Central de Míchigan cuenta con 22 residencias, organizadas en cuatro áreas a lo largo de todo el campus. En 2006, las residencias número 21 y 22 abrieron en lo que actualmente es el complejo Este.
- Residencias del Norte: Larzelere, Trout, Calkins, Robinson, Barnes
- Residencias del Sur: Beddow, Merrill, Thorpe, Sweeney
- Residencias del Este: Saxe, Herrig, Woldt, Emmons; Celani and Fabiano
- Las Torres: Carey, Cobb, Troutman and Wheeler ("Las Torres Originales"), Campbell, Kesseler and Kulhavi ("Las Nuevas Torres")

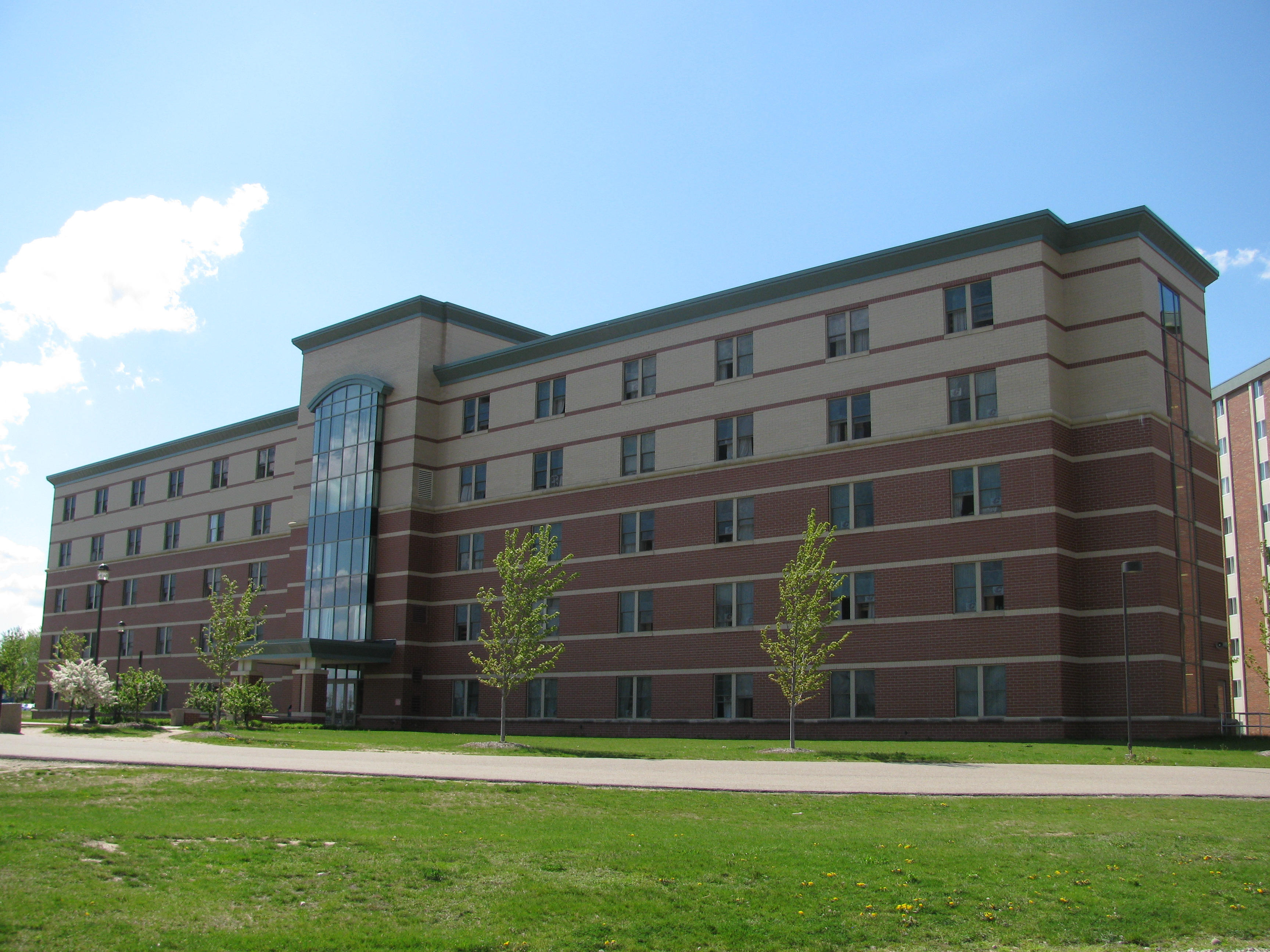
Kulhavi Hall en las Torres

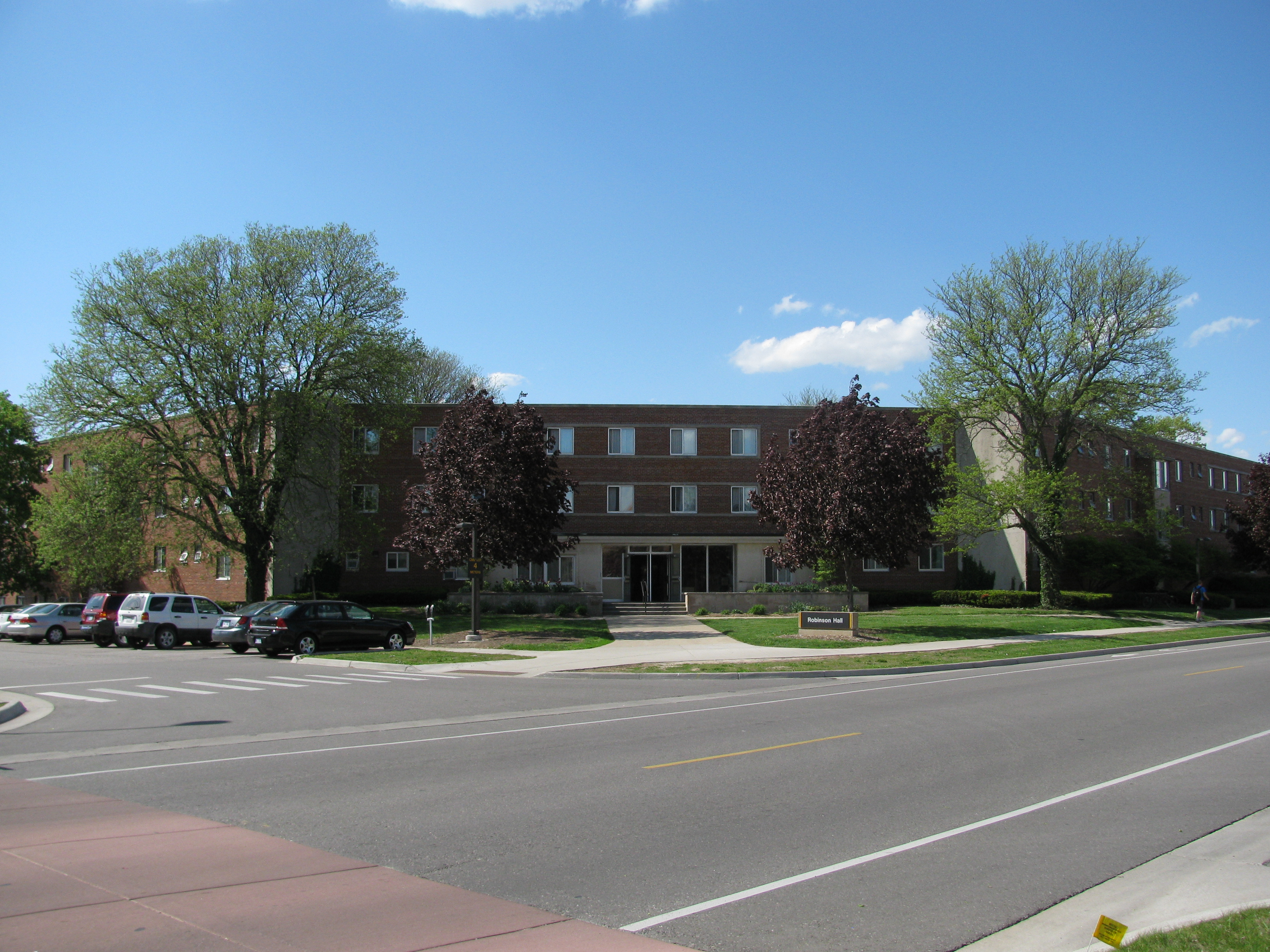
Robinson Hall en el Campus del Norte

Todas las residencias exceptos algunas habitaciones de Barnes Hall, Robinson Hall, Celani, Fabionao y las restantes Torres son suites de dos dormitorios diseñadas para 4 o 5 personas. Las Torres Originales, residencia de nueve plantas, fueron diseñadas principalmente para novatos, con dormitorios individuales. Las Nuevas Torres, así como Fabiano y Celani, son diseñadas principalmente para estudiantes de segundo ciclo, y son habitaciones de cuatro. Robinson Hall y la sección original de Barnes son las únicas residencias diseñadas de doble ocupación. Los residentes tanto de las Nuevas Torres, Celani, Fabiano, pagan un cargo adicional por la habitación individual. 
Cada distrito está conectado a uno de los cuatro Restaurantes Residenciales. Las Torres presenta el RFoC, o Comida Real en el Campus, y el Complejo del Este presenta la Compañía Alimentaria Fresca.  Cada área también tiene una tienda de aperitivos para fuera de horas. Solamente Barnes Halls, la residencia más antigua de CMU, no está directamente conectada a un restaurante residencial. La sección original de Barnes Hall también es la única parte de cualquier residencia del campus que tiene baños comunitarios.
Algunas residencias son diseñadas como Colegios Mayores oficiales, asociados con un departamento académico particular, permitiendo que los estudiantes puedan elegir vivir allí oportunidades para estudiar y colaborar con otros estudiantes de programas similares. 
- Calkins Hall – Empresariales
- Herrig Hall – Música
- Emmons Hall – Profesiones de la Salud
- Woldt Hall – Ciencia y Tecnología
- Sweeney Hall – Educación y Servicios Humanos
- Larzelere Hall – Programa de Honores
- Barnes Hall – Estudiantes de Avance Líder & Comunidad Residencial de Servicio Público
- Troutman Hall – Estudiantes de Avance Multicultural

CMU ofrece sólo residencias mixtas. Sweenety Hall, que en un inicio era solamente femenina, fue la última en hacerse mixta, en otoño de 2010. Desde el semestre de otoño de 2005, Calkins Hall, sede del colegio mayor de Empresariales, es mixto, después de una larga historia de ser solamente femenino. Las otras residencias también se convirtieron en mixtas añadiéndoles un piso. En el otoño de 2007, Beddow y Thorpe Halls se convirtieron en mixtas debido al rechazo de los estudiantes de vivir en residencias de un único sexo. En el otoño de 2008, Merrill Hall fue añadida como residencia mixta, dejando a Sweeney Hall como la única residencia para el mismo sexo en el campus.
La construcción empezó en dos edificios más, Celani y Fabiano, cerca del East Quad en la primavera de 2005. Los edificios son de alguna manera similares en diseño a las Torres Nuevas que se abrieron en 2003. El 1 de diciembre de 2005, uno de los edificios fue nombrado The Ben y Marion Celani Residence Hall para reconocer la generosidad en el área de Detroit del empresario Thomas Celani y de su mujer Vicki. El 20 de abril de 2006, el restante edificio fue nombrado Fabiano Family Residence Hall, reconociendo su contribución a la universidad. John S. Fabiano sirvió en el Consejo fiduciario de 1999 a 2004, y también posee the Fabiano Brothers Inc, una compañía de distribución de alcohol. Estas dos nuevas residencias se abrieron el semestre de otoño de 2006, junto al nuevo Restaurante Residencial para servir a los residentes de las seis residencias del área Este.

### Vida griega
CMU reconoce a las organizaciones griegas académicas, sociales y profesionales que cumplen las reglas universitarias y las reglas tales como la política anti-novatadas. Las casas griegas se localizan en el histórico barrio estudiantes rodenado el campus por el norte. Abajo se encuentras las actuales casas: 
|  | Fraternidades: - Alpha Sigma Phi - Beta Theta Pi - Kappa Sigma - Pi Kappa Phi - Sigma Alpha Epsilon - Sigma Tau Gamma - Sigma Chi - Phi Kappa Tau - Phi Sigma Phi - Sigma Pi - Tau Kappa Epsilon | Hermandades: - Alpha Gamma Delta - Alpha Sigma Alpha - Alpha Sigma Tau - Alpha Chi Omega - Delta Zeta - Delta Phi Epsilon - Zeta Tau Alpha - Sigma Kappa - Sigma Sigma Sigma - Phi Mu - Phi Sigma Sigma |

CMU también reconoce a organizaciones sociales griegas minoritarias:
|  | Fraternidades: - Alpha Phi Alpha - Kappa Alpha Psi - Sigma Lambda Beta - Omega Psi Phi - Phi Beta Sigma - Iota Phi Theta | Hermandades: - Delta Sigma Theta - Sigma Lambda Gamma - Zeta Phi Beta - Sigma Gamma Rho |

|  | Fraternidades musicales - Sigma Alpha Iota - Phi Mu Alpha - Kappa Kappa Psi - Delta Omicron |

## Medios de comunicación
El periódico de la universidad dirigido por estudiantes es Central Michigan Life, un periódico ganador publicado los lunes y jueves durante el año académico. Ganó más de 50 premios de periodismo universitario en el año escolar 2007-2008. Hay también dos estaciones de radio dirigidas por estudiantes, FM 91.5 WMHW y FM 101.1, un telediario producido por estudiantes, News Central 34, y una estación de televisión universitaria llevada por estudiantes, MHTV. En 2005, se creó un sello musical operado por estudiantes, llamado Moore Media Records (MMR).
Además, la universidad posee y opera WCMU-TV, la estación de la región, PBS, y WCMU-FM, afiliado a NPR. Ambas estaciones funcionan en la mayoría del Norte de Míchigan, incluyendo el este de la península superior, a través de una red de estaciones repetidoras. 
También se creó en 2003 White Pine Music, el sello musical de la Escuela de Música de CMU. 
El 2 de febrero de 2008, se lanzó la revista en línea de Central Michigan University, Grand Central Magazine. Actualmente se actualiza semanalmente, la revista es dirigida por el Departamento de Periodismo de CMU y contiene artículos sobre el mundo de los deportes, el entretenimiento, el estilo, la tecnología, y los viajes. 